# Noctuoidea
Noctuoidea (nume comun: noctuidee) este o superfamilie de lepidoptere glosate din clada Ditrysia, care cuprinde cel mai mare număr de specii dintre toate superafamiliile de lepidoptere, adică aproximativ 70 000.
Clasificarea sa nu are în momentul de față un statut satisfăcător și stabil. 